# Feliks Stroiński
Feliks Stroiński (ur. 20 listopada 1899 r. w Lublinie, zm. 28 grudnia 1948 w Warszawie) - skazany w tzw. sprawie kwatermistrzowskiej.

## Życiorys
Syn Edmunda i Walentyny z Podgórskich. Jego losy w czasie kampanii wrześniowej 1939 i okupacji niemieckiej nie są znane. 1945–1947 pracował w Departamencie Kwaterunkowo-Budowlanym MON.
Aresztowany w lutym 1948 i oskarżony wraz z Jerzym Brońskim, Stefanem Długołęckim i Janem Czeredysem w tzw. sprawie kwatermistrzowskiej (S.3292) o „zbrodnię sabotażu” i stworzenie monopolu prywatnych firm obsługujących dostawy dla wojska. Najwyższy Sąd Wojskowy w Warszawie skazał go 3 listopada 1948  wraz ze współpodsądnymi na podst. 3 §2 Dekr.13.06.1946 na karę śmierci. Stracony 28 (?) grudnia 1948, więzieniu mokotowskim. Wyrokiem WO 205/95 z dnia 31 maja 1996 Izba Wojskowa Sądu Najwyższego uchyliła orzeczenie wydane w 1948 r. – Feliks Stroiński został uniewinniony (wraz z pozostałymi skazanymi i straconymi)

## Upamiętnienie
Dokładne miejsce pochówku jest nieznane. Grób symboliczny znajduje się na Cmentarzu Wojskowym w Kwaterze "na Łączce".